# غواياراميرين
غواياراميرين هي مدينة، في بوليفيا، تقع في Guayaramerín Municipality ‏، بلغ عدد سكانها 36,008 نسمة.